# Hestina nicevillei
Hestina nicevillei är en fjärilsart som beskrevs av Moore 1896. Hestina nicevillei ingår i släktet Hestina och familjen praktfjärilar. Inga underarter finns listade i Catalogue of Life.

## Bildgalleri

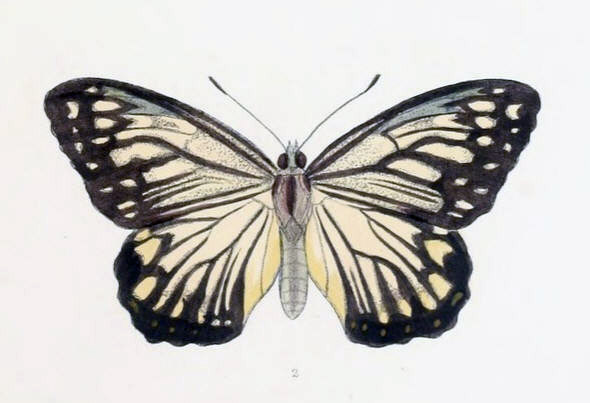
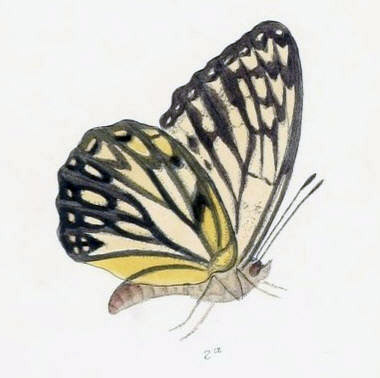